# Trappes
Trappes is een gemeente in het Franse kanton Trappes dat behoort tot het departement Yvelines (regio Île-de-France). De plaats maakt deel uit van het arrondissement Versailles en is een van de twaalf gemeenten van de nieuwe stad Saint-Quentin-en-Yvelines. De gemeente telde 34.276 inwoners op 1 januari 2022.

## Geschiedenis
In de vroege middeleeuwen lag hier een groot woud dat pas vanaf de negende eeuw stilaan werd ontgonnen. Trappes ontstond als landbouwdorp aan de weg tussen Parijs en Dreux. Het dorp werd verdedigd met een muur met daarin vijf poorten. Naast de landbouw ontwikkelde er zich ook handelsactiviteit. De plaats leed erg onder de Honderdjarige Oorlog en de Hugenotenoorlogen. Bij de bouw van het kasteel van Versailles kwam een deel van de huidige gemeente bij het koninklijk kasteeldomein. De étang de Trappes werd uitgegraven als waterreservoir om de fonteinen van Versailles te voeden.
In de 19e eeuw maakte de kleinschalige landbouw plaats voor enkele grote landbouwondernemingen waar suikerbiet, graan en groenten werden geteeld. In 1896 bouwde Léon Teisserenc de Bort een meteorologisch station in Trappes. In 1913 werd dit weerstation overgedragen aan de nationale meteorologische dienst. In 1849 was het station van Trappes geopend. In 1911 volgde een rangeerstation. Zo werd Trappes een spoorwegknooppunt. Er vestigden zich veel spoorwegarbeiders in de gemeente en zo startte in de jaren 1930 de verstedelijking van Trappes met de bouw van arbeiderswijken. Het spoorwegknooppunt vormde een doelwit van geallieerde bombardementen tijdens de Tweede Wereldoorlog.
Vanaf de jaren 1960 volgde een sterke bevolkingsgroei. In 1973 werd de Base de loisirs de Saint-Quentin-enYvelines geopend, met allerlei faciliteiten voor sport en vrije tijd rond de étang de Trappes.

## Geografie
De oppervlakte van Trappes bedroeg op 1 januari 2022 13,47 vierkante kilometer; de bevolkingsdichtheid was toen 2.544,6 inwoners per km². De gemeente ligt op het Plateau de Trappes.
De onderstaande kaart toont de ligging van Trappes met de belangrijkste infrastructuur en aangrenzende gemeenten.

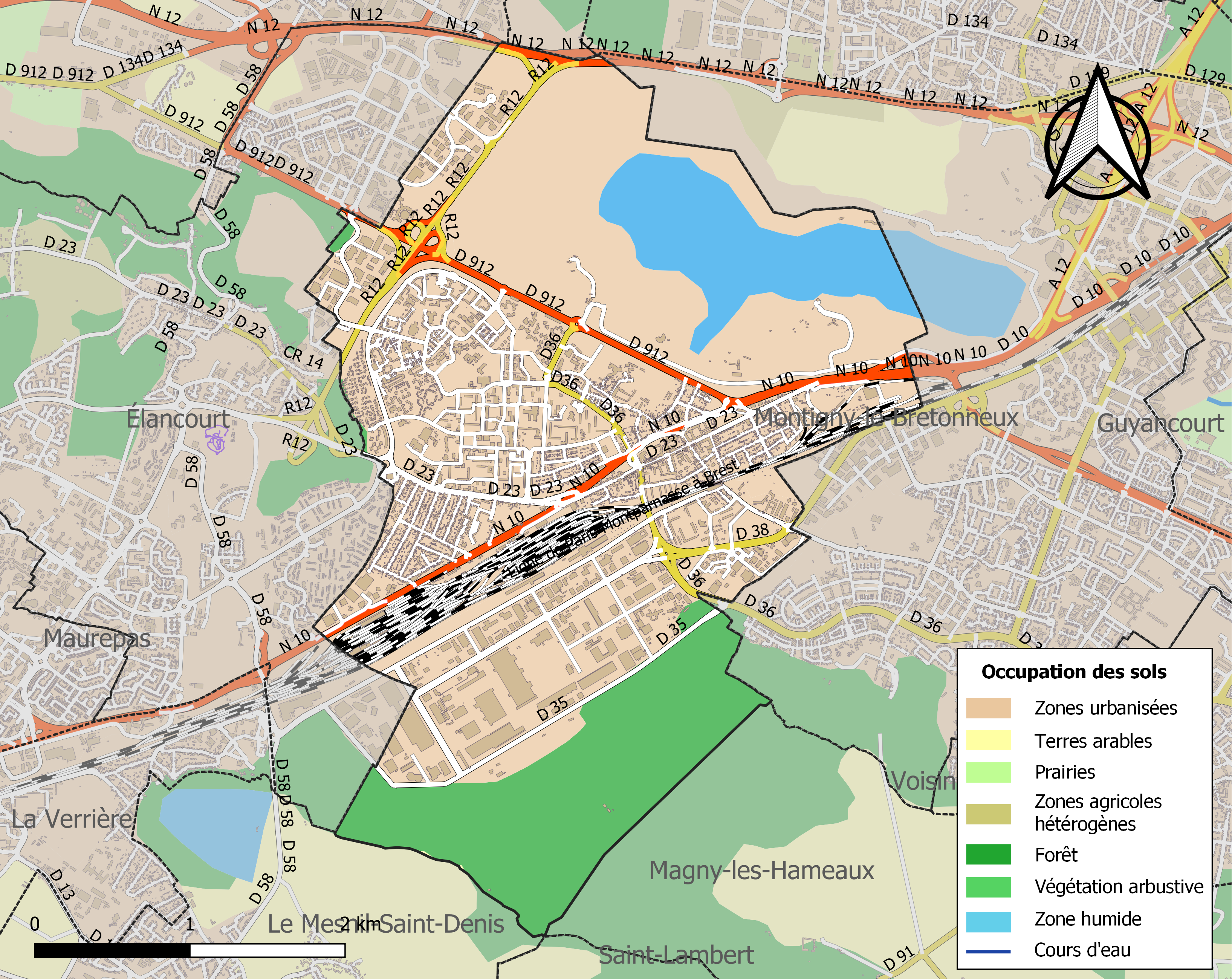

## Verkeer en vervoer
In de gemeente ligt spoorwegstation Trappes.

## Demografie
Onderstaande figuur toont het verloop van het inwonertal (bron: INSEE-tellingen).

## Erfgoed

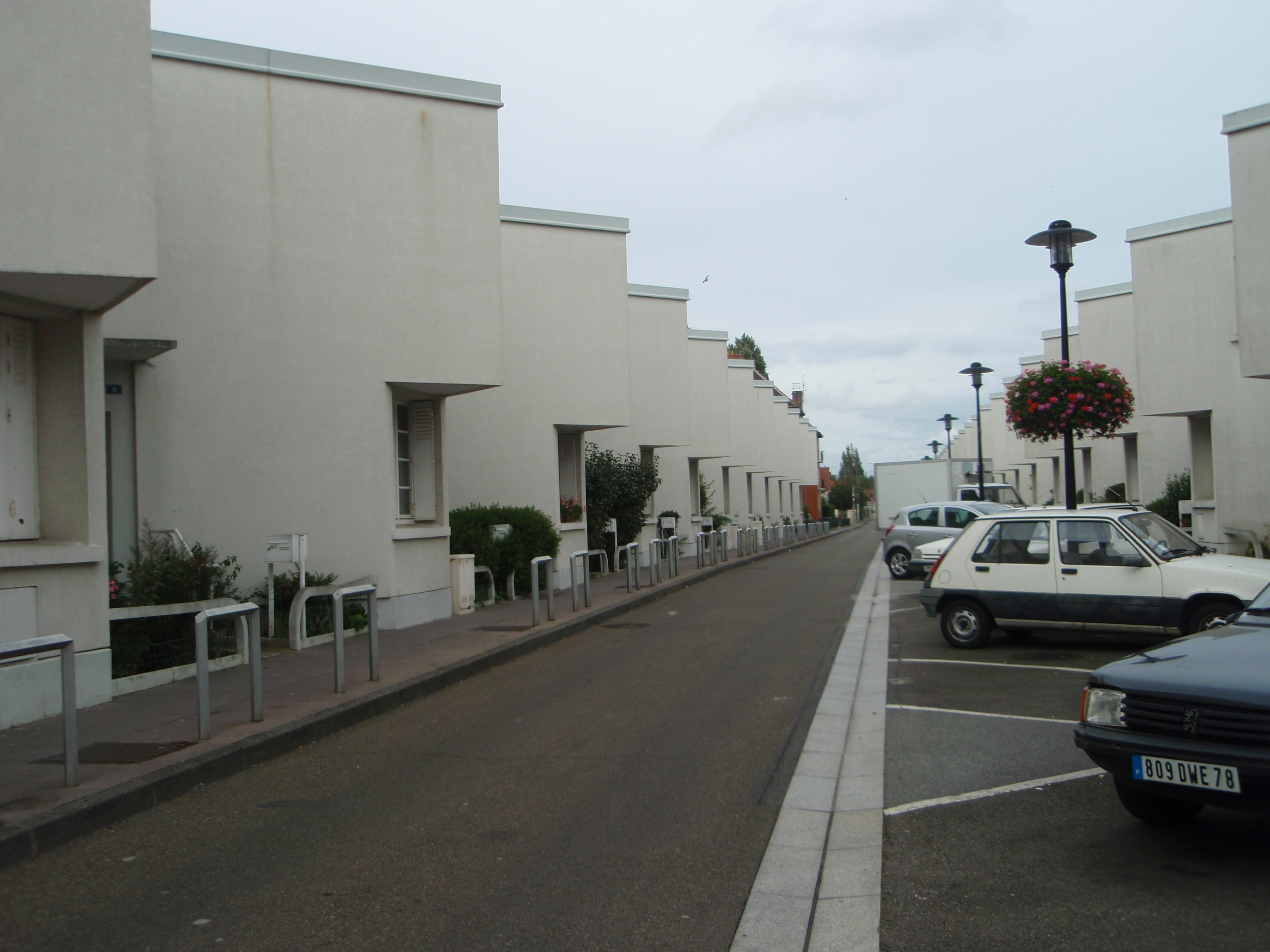
Cité Dents de scie

De Cité pavillonnaire avenue Marceau, een woonwijk voor spoorwegarbeiders uit de jaren 1930, bijgenaamd Dents de scie ('tanden van een zaag'), is beschermd en kreeg in 1992 het label Patrimoine du XXe siècle van het Franse ministerie van Cultuur.

## Geboren in Trappes
- Odile Bailleux (1939-2024), organist en klavecinist
- Omar Sy (1978), acteur
- La Fouine (1981), rapper
- Massadio Haïdara (1992), voetballer
- Ibrahim Mbaye (2008), voetballer